# Working Day And Night
«Working Day And Night» (з англ. «Працювати день і ніч») — третій сингл і третя пісня з п'ятого сольного альбому Майкла Джексона (Off the Wall альбом). Написана Майклом Джексоном у стилі диско, фанк.

## Випуск пісні
Випуск пісні відбувся 10 Серпня 1979 року і була випущена лейблом Epic Records.

## Сюжет пісні
У цій пісні розповідається про те, як дівчина примушує свого хлопця постійно працювати цілими днями і ночами, але він говорить як я можу любити тебе, а ти можеш відчувати мою любов, якщо я постійно працюю і ми дуже рідко бачимося.